# بنك بوليفيا المركزي

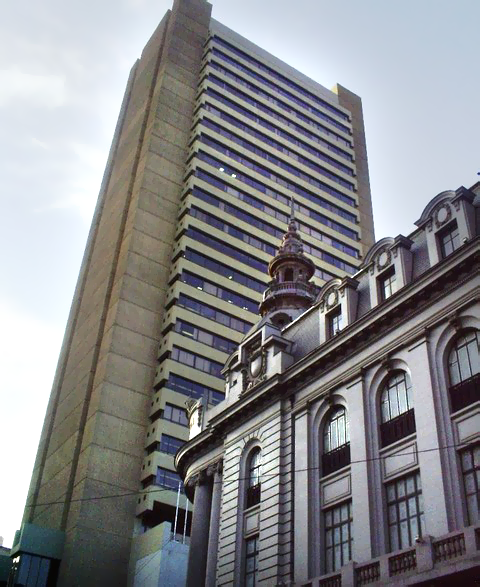
مبنى بنك بوليفيا المركزي في لاباز

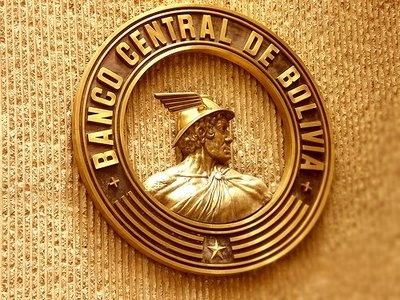
شعار بنك بوليفيا المركزي.

المصرف المركزي لبوليفيا هو البنك المركزي لدولة بوليفيا ، المسؤول عن السياسة النقدية وإصدار الأوراق النقدية .

## روابط خارجية
- Banco Central de Bolivia الموقع الرسمي

(بالإسبانية)